# Willem van Genugten
Wilhelmus Josephus Maria (Willem) van Genugten (Sint-Oedenrode, 30 september 1950) is emeritus hoogleraar internationaal recht aan de Universiteit van Tilburg. Van 2000 tot 2015 was hij gasthoogleraar aan de Universiteit van Minnesota. Sinds 2008 is hij buitengewoon hoogleraar aan de NWU, Zuid-Afrika. Van die universiteit ontving hij in 2012 een eredoctoraat.
Hij studeerde rechten (1977, 'met genoegen') en filosofie (1985, cum laude). Zijn eerste baan was hoofd van Studium Generale aan de Katholieke Universiteit Nijmegen (1977-1985), gevolgd door een functie als docent aan de Universiteit Tilburg. Op 26 mei 1988 promoveerde hij aan te Nijmegen op het proefschrift In naam van de vrijheid. Een onderzoek naar overeenkomsten en verschillen tussen de mensenrechtenopvattingen van Oost en West; promotores waren Désiré Scheltens en Tijn Kortmann. In 1991 werd Van Genugten hoogleraar rechten van de mens in Nijmegen; hij bleef dit tot 2006.
Hij was o.m. voorzitter van de vaste commissie mensenrechten van de Nederlandse overheid en vicevoorzitter van de Adviesraad Internationale Vraagstukken (AIV) waar de commissie mensenrechten deel van uitmaakt, editor-in-chief van de Netherlands Yearbook of International Law, en voorzitter van WOTRO, Science for Global Development, een onderdeel van de Nederlandse Organisatie voor Wetenschappelijk Onderzoek (NWO). Op dit moment (2016) is hij o.m. voorzitter van het Committee on the Implementation of the Rights of Indigenous Peoples van de International Law Association en voorzitter van de Koninklijke Nederlandse Vereniging Internationaal Recht (NVIR).
In het verleden was hij onder meer decaan van de Tilburg Law School (2002-2004 en 2010-2011) en Dean van The Hague Institute for Global Justice (2011-2012). Van Genugten is getrouwd en vader van drie kinderen (1986, 1987 en 1991). Hij ontving negen maal een best teacher award. Zijn publicaties bestrijken een breed palet aan internationaalrechtelijke onderwerpen.